# Durabeyli, Dicle
Durabeyli là một xã thuộc huyện Dicle, tỉnh Diyarbakır, Thổ Nhĩ Kỳ. Dân số thời điểm năm 2008 là 1.118 người.